# Contea di Yun
La contea di Yun (云县S, Yún XiànP) è una contea della Cina, situata nella provincia di Yunnan e amministrata dalla prefettura di Lincang.